# Australodendrophagus australis
Australodendrophagus australis là một loài bọ cánh cứng trong họ Silvanidae. Loài này được Erichson miêu tả khoa học năm 1842.